# Canly
Canly – miejscowość i gmina we Francji, w regionie Hauts-de-France, w departamencie Oise.
Według danych na rok 1990 gminę zamieszkiwało 635 osób, a gęstość zaludnienia wynosiła 79 osób/km² (wśród 2293 gmin Pikardii Canly plasuje się na 441. miejscu pod względem liczby ludności, natomiast pod względem powierzchni na miejscu 602.).